# Linares (Chile)
Linares ist eine Stadt in der Mitte Chiles in der Región del Maule. Sie hat 93.602 Einwohner (Stand: 2017). Es gibt viele berühmte chilenische Politiker, Dichter, Schriftsteller und Musiker, die in der Stadt geboren wurden. Heutzutage ist die Stadt Mittelpunkt von Handel, Agrarwirtschaft und Serviceleistungen.

## Geografie
Linares liegt etwa 303 km südlich der Hauptstadt Santiago und etwa 50 km südlich von Talca, die Hauptstadt der Region. Die Kommune Linares hat 83.249 Einwohner und eine Fläche von 1.466 km², mit der Hauptstadt Linares und vielen anderen Dörfern und Städten.
Das Klima ist mediterran mit warmen Sommern, obwohl der Winter etwas kalt und regnerisch ist.

## Geschichte
Die Stadt wurde am 23. Mai 1794 als Villa de San Ambrosio de Linares von Ambrosio O’Higgins gegründet. Ambrosio O’Higgins war der Vater des ersten Supremo Director von Chile, Bernardo O’Higgins. Dieser machte am 13. April 1813 Station in Linares, bevor er in die Schlacht von Rancagua und in die Schlacht von Maipú zog.
Am 24. Januar 1939 und am 27. Februar 2010 wurde die Provinz Linares von schweren Erdbeben getroffen.

## Sehenswürdigkeiten
Überall in der Stadt finden sich neben modernen Gebäuden Häuser im Kolonialstil. Die Kirche Iglesia Parroquial Corazón de María ist ein nationales Monument, ebenso wie das Museum Museo de Arte y Artesanía Nacional. Linares ist Sitz eines katholischen Bistums. Der sehenswerte San-Ambrosio-Dom zu Linares gilt als eines der schönsten Kirchenbauten des 20. Jahrhunderts. Sie wurde im romanischen Stil erbaut, nach dem Modell der Ambrosius-Basilika in Mailand.
Um die Stadt befinden sich mehrere Thermalquellen, wie Termas de Panimávida und Termas de Quinamávida. Der See Lago Colbún mit seinem 3,8 km² liegt etwa 32 km nördlich von Linares. In der Nähe der Stadt liegt das Dorf Rari, wo bunte Strickereien verkauft werden, die aus Pferdehaar gemacht sind.
Linares ist ein Ausgangspunkt für Ausflüge in die ländliche Idylle der Region und die Berglandschaften der Anden.

## Wirtschaft
Rund um Linares wird Wein und Obst im großen Stil angebaut. Die Zuckerindustrie spielt eine wichtige Rolle. Die Stadt liegt an der Panamericana.
Östlich der Stadt, etwa 4 km vom Stadtzentrum entfernt liegt der Flughafen Linares.

## Söhne und Töchter der Stadt
- Carlos Ibáñez del Campo (1877–1960), chilenischer Militär und Präsident Chiles
- Samuel del Campo (1882–1960), Diplomat
- Víctor Zavala (1890–1972), Fußballspieler
- Jaime Torrent (1893–1925), Maler
- Enrique Sorrel (1912–1991), Fußballspieler
- Margot Loyola (1918–2015), Sängerin und Künstlerin
- Jorge Muñoz (* 1961), Fußballspieler
- Ramón Tapia (* 1972), Fußballspieler
- Mauricio Zenteno (* 1984), Fußballspieler
- Álvaro Salazar (* 1993), Fußballspieler